# Фролов Володимир Давидович
Володи́мир Дави́дович Фроло́в (нар. 5 квітня 1948, Одеса) — український актор музичної комедії, режисер, член НСТДУ, народний артист України (1999).

## Життєпис
Народився 5 квітня 1948 року в Одесі.
Закінчив Одеське театральне художньо-технічне училище (курс Матвія Ошеровського).
Від 1968 — соліст-вокаліст Одеського академічного театру музичної комедії імені М. Водяного. З тих пір залишається вірним своєму театру, де став провідним майстром сцени і режисером, улюбленим артистом публіки. 

## Творчість

###### Режисер
- Кажан (режисер-постановник)
- Планета Оперета (режисер-постановник)
- Салют Перемозі! (режисер-постановник)
- Безіменна зірка
- Моя чарівна леді
- Тригрошова любов
- Фіалка Монмартру
- Цілуй мене, Кет!
- Весела вдова (режисер відновлення)

###### Асистент режисера
- Бал на честь короля
- Біла акація
- В амура краще не стріляти
- Дон Сезар де Базан
- Маріца
- Одеса-мама
- Оскар
- Перша любов Дон Жуана
- Скрипаль на даху

###### Ролі
- Бал на честь короля — Яшка, Мішка Япончик, Меккі-Нож, Трепач
- Безіменна зірка — Гріг
- Біла акація — Яша
- В амура краще не стріляти — Едуард
- Весела вдова — перший радник посольства Граф Данило
- Граф Воронцов — Граф Воронцов
- Дон Сезар де Базан — Дон Сезар
- Донна Люція — Бабс Баберлей
- Женихи — Трунар
- Кабаре — Кліффорд Бредшоу
- Королева чардашу — Боні Каучіано, граф фон Мароово
- Маріца — Стефан
- Медовий місяць президента — кандидат у президенти Джон Уінтергрін
- Мойсей — Мойсей
- Моя чарівна леді — професор фонетики Генрі Хіггінс
- Оголена любов — Карло
- Одеса-мама — Сезя Джокер
- Оскар — мільйонер Бертран Барн'є
- Перша любов Дон Жуана — Командор
- Поживемо — побачимо!.. — Еміль Тигранович Рябушинський
- Скрипаль на даху — Тев'є-молочник
- Тригрошова любов — Меккі-Нож
- Фіалка Монмартру — Фраскатті Цілуй мене, Кет! — Фред Грехем, Петруччо

## Нагороди
- Орден «За заслуги» III-го ступеня (2008),[3]  II-го ступеня (2019)[4].
- Звання "Заслужений артист України" (1993)
- Звання "Народний артист України" (1999).[1]
- Премія НСТДУ за створення образів Тев'є-Тевель та Мойсея (2017).[5]